# Srednja angleščina
Srednja angleščina je oblika angleškega jezika, ki se je govoril med poznim 11. in poznim 15. stoletjem.
Srednja angleščina se je razvila iz pozne stare angleščine v Angliji za časa Normanov (1066-1154), govorila pa se je do konca 15. stoletja.